# Norman Jacobsen (homme politique)
Pour les articles homonymes, voir Norman Jacobsen et Jacobsen.
Johann Alvin Normand Jacobsen (17 avril 1930-17 avril 2019) est un homme politique canadien de la Colombie-Britannique. Il est député provincial créditiste de la circonscription britanno-colombienne de Dewdney de 1986 à 1991.
Il est ministre du Travail et des Services aux consommateurs et ministre des Services sociaux de novembre 1989 à décembre 1990 et de l'Habitation dans de juin 1990 à novembre 1991 dans les gouvernements des premiers ministres Bill Vander Zalm et Rita Johnson.

## Biographie
Né à New Westminster en Colombie-Britannique, Jacobsen entame une carrière publique en servant comme maire de Maple Ridge de 1976 à 1981.
Il tente de ravir la chefferie créditiste lors de la course à la direction de 1991.
Jacobsen meurt à Maple Ridge le jour de son 89e anniversaire en avril 1989.